# Park Sang-hak
Park Sang-hak (kor. 박상학) – południowokoreański aktywista na rzecz przestrzegania praw człowieka w Korei Północnej, syn północnokoreańskiego szpiega.
Urodził się w 1968 w mieście Hyesan. Dzieciństwo spędził w Pjongjangu. Jego ojciec był partyjnym działaczem. Po ukończeniu nauki w uniwersytecie rozpoczął pracę w urzędzie propagandy. W każdą niedzielę musiał wraz z innymi pracownikami urzędu dokonywać  „samosądu” (czyli przyznania się do niewystarczającego kochania partii i kraju). W 1999 roku uciekł z Korei Północnej z matką, siostrą i bratem, pokonując rzekę Jalu na granicy Korei Północnej i Chin. Wkrótce potem zamieszkał w Seulu.
W 2003 roku dowiedział się o śmierci jego wujka, którego skazano za ucieczkę Parka. Wujek Parka zmarł w wyniku tortur, podczas których złamano mu większość kości (w tym czaszkę).

## Nieudany zamach
W 2011 roku południowokoreański kontrwywiad udaremnił zamach na Park Sang-haka, który przeprowadzał agent północnokoreański. Niedoszły zamachowiec udawał osobę, która chce wesprzeć organizację Parka, a do zabójstwa miało dojść podczas negocjacji warunków. Bronią agenta były dwa długopisy zawierające truciznę (w jednym z długopisów trucizna była w igle, w drugim zamontowano nabój, który uwalniał śmiertelną toksynę) oraz latarka, w której były naboje.

## Bojownicy o Wolną Koreę Północną
W 2003 roku założył organizację Bojownicy o Wolną Koreę Północną zajmującą się wysyłaniem balonów do Korei Północnej.
W 2014 roku przeprowadził akcje przetransportowania do Korei Północnej balonów napełnionych helem, do których doczepiono ulotki, płyty DVD z filmami o problemie naruszania praw człowieka w Korei Północnej, małe radia tranzystorowe, pendrive’y zawierające wersję offline koreańskiej Wikipedii i jednodolarowe banknoty. Balony wypuszczano w południowokoreańskim mieście Paju leżącego blisko granicy z Koreą Północną. Działań tych nie popiera południowokoreańska policja, która obawia się odwetu ze strony państwa Kim Dzong Una. Gdy w 2012 policja i lokalne władze zabroniły mu działalności w mieście Paju, zaczął wysyłać ulotki z wyspy Ganghwa, także z użyciem balonów.
Do 2015 roku wypuścił ok. 80 milionów balonów z informacjami o sytuacji w Korei Północnej. W styczniu 2015 roku z jego inicjatywy wypuszczono balon z wielkim plakatem do filmu Wywiad ze Słońcem Narodu oraz balony z informacjami o ataku hakerskim wojsk północnokoreańskich na serwery Sony. W tym samym czasie planowano wypuścić balony z filmem, ale z racji rozmów pomiędzy obiema Koreami, akcję przełożono na kwiecień.